# Invariância modular
Em física teórica, a invariância modular é a invariância sob o grupo como o  SL(2,{\displaystyle Z}) de difeomorfismos grandes do toro. O nome vem do nome do clássico grupo modular Γ   deste grupo, como na teoria da Forma modular .
Na teoria das cordas, a invariância modular é um requisito adicional para diagramas de Feynman de um loop. Isso ajuda a se livrar de algumas anomalias globais, como as anomalias gravitacionais .